# Gursahaiganj
Gursahaiganj ist eine Stadt im indischen Bundesstaat Uttar Pradesh.
Die Stadt ist Teil des Distrikts Kannauj. Gursahaiganj hat den Status eines Nagar Palika Parishad. Die Stadt ist in 25 Wards gegliedert. Sie hatte am Stichtag der Volkszählung 2011 46.060 Einwohner, von denen 24.282 Männer und 21.778 Frauen waren. Hindus bilden mit einem Anteil von über 55 % die Mehrheit der Bevölkerung in der Stadt. Die Alphabetisierungsrate lag 2011 bei 66,57 %.
Gursahaiganj ist bekannt für Tabakfabriken; In der Stadt gibt es insgesamt 58 Tabakfabriken.